# Historia
Historia este o revistă de istorie din România, cu apariție lunară.
A fost fondată la finele anului 2001, primul număr apărând în noiembrie 2001. În august 2009 a fost preluată de trustul de presă Adevărul Holding
de la vechii proprietari - Ion Cristoiu și Vlad Pufu.
Adevărul Holding a preluat la acel moment și editura Historia care fusese înființată în 2005 și avea aceeași proprietari cu revista.
"Am vândut. Aseară (vineri, 28 august 2009) s-a semnat contractul. Nu pot spune suma contractului. Am avut editura, revista și site-ul împreună cu Pufu (Vlad Pufu, n.r.). Eu 50% și Pufu 50%", declara jurnalistul Ion Cristoiu a doua zi după vânzarea publicației. Conform acestuia, decizia de vânzare a companiei a fost luată pentru că nu mai existau posibilități de dezvoltare, cei de la Adevărul Holding fiind interesați de acest brand."Am vândut pentru că nu mai aveam posibilitate de dezvoltare. Lor le-a plăcut și au fost foarte interesați de acest brand de istorie".
Primul număr Historia apărut la Adevărul Holding, cu o nouă echipă editorială Arhivat în 13 octombrie 2017, la Wayback Machine., a fost cel din decembrie 2009. Din acel moment revista a căpătat o imagine modernă, occidentală.
Ca structură publicația are un cover story - Dosar sau Controversă, urmat de alte articole. De asemenea există rubrici de: Actualitate, Agendă (film, carte, expo și TV) Din Muzeele României. Pe lângă subiectele de istorie politică și militară, revista încearcă să ofere o perspectivă diversă publicând și articole despre istoria modei, cea culinară, a patrimoniului și alte materiale de istorie cotidiană. Revista readuce în actualitate momente importante din decursul istoriei, analizate, prin prisma propriilor cunoștințe și cercetări, de către personalități din domeniul istoric, politic, sociologic, militar, diplomatic. Cover story constituie partea cea mai importantă a fiecărui număr „Historia”; un grupaj de texte, pe o tematică anume, care se poate întinde pe 25-30 pagini de revistă. Autorii articolelor care alcătuiesc dosarul sunt, evident, specialiști și cercetători ai perioadei istorice respective. Pe parcursul anilor, de când revista se află în Adevărul Holding, multe dintre dosare și-au propus să prezinte pe baza documentelor istorice existente ce s-a întâmplat în diverse momente istorice și să deconstruiască/ demitizeze anumite teme/personaje, în ideea de le a salva, de a reconstitui povestea autentică în ceea ce le privește. Aceasta, după cinci decenii de comunism, în care anumite teme și figuri au fost prezentate doar într-o anumită lumină și într-o anumită direcție. Ideea e să renunțăm la versiunile prefabricate ale unor povești, să le readucem în discuție și să aplicăm o nouă grilă de  lectură (a se vedea dosare precum „Miracol sau escrocherie? Petrache Lupu de la Maglavit”; „A învins Mihai Viteazul la Călugăreni?”; „Adevărata viață a lui Dracula. Vlad Țepeș, 500 de ani de manipulare”; „A fost cu adevărat Ștefan cel Mare apărătorul creștinătății?”; „De ce a fost asasinat Tudor Vladimirescu?” „Stalingrad, Armata Română în Infern”; „Iuliu Maniu, un om cât o epocă”, „Cine și cum a făcut Unirea Basarabiei cu România”).  
Publicația are menirea de a face cunoscute și atrăgătoare evenimentele istorice și de a le pune la dispoziția tuturor. Pe website-ul www.historia.ro găsiți o bogată arhivă care conține informații despre articolele apărute în această perioadă în revistă.

### SuplimentulHistoria Special
Începând cu anul 2012, Historia are și un supliment denumit Historia Special care apare pe piață o dată la 3 luni (martie, iunie, septembrie, decembrie). Spre deosebire de revista lunară acest supliment este dedicat integral unui singur subiect: fie el un personaj, un eveniment sau un fenomen istoric. 
«„Historia Special” este un nou proiect editorial marca „Historia”, cu o frecvență trimestrială. Este un număr dedicat unei singure teme, care nu va înlocui ediția obișnuită a revistei „Historia” din luna respectivă, ci o va completa. Numărul 1 al „Historia Special” are ca subiectul: „Dușmanului de clasă, de la caricatură la plutonul de execuție”. 
Au mai existat în istoria revistei „Historia” numere tematice (iunie 2011: 70 de ani de la intrarea României în cel de-Al Doilea Război Mondial; mai 2012: 200 de ani de la anexarea de către Imperiul țarist a Basarabiei; noiembrie 2012: 70 de ani de la bătălia de la Stalingrad), dar acestea au înlocuit ediția din luna respectivă. Începând cu decembrie 2012, „Historia Special” va fi un produs de sine stătător, cu o identitate editorială clară, bine delimitată: toate paginile revistei vor trata o singură temă (un personaj, un moment controversat, un eveniment de actualitate, cu rădăcini în istorie). 
Aceasta, pentru că unele subiecte au nevoie de spații ample pentru a fi discutate, mai mult decât oferă, număr de număr, dosarul „Historia”; dar și pentru că nu dorim să ne lipsim cititorii de ediția obișnuită a revistei, cu rubricile care au intrat deja în conștiința celor care ne urmăresc: Actualitate, Din Muzee, Dosar, Patrimoniu, Din Arhive, Propagandă, Istorii recuperate, Istoria sportului, Istoria modei, Agendă, Istorii comestibile.»